# Belarussische Sozialdemokratische Partei (Hramada)
Die Belarussische Sozialdemokratische Partei (Hramada) (belarussisch Беларуская сацыял-дэмакратычная партыя (Грамада); auch Gramada; deutsch „Gemeinschaft“; BSDP H) war die größte sozialdemokratische Partei in Belarus. Die BSDP (H) wurde am 25. Juni 2005 gegründet und geht auf die Belarussische Sozialistische Hramada zurück.
Am 20. September 2023 wurde die Partei vom Obersten Gericht von Belarus liquidiert.

## Geschichte und Programm
Die BSDP (H) befand sich in Opposition zum autoritären Regime des Präsidenten Aljaksandr Lukaschenka und war Mitglied des Oppositionsbündnisses Europäische Koalition Freies Belarus (ECFB). Ihr ehemaliger Vorsitzender, Aljaksandr Kasulin, war 2006 zugleich auch der Präsidentschaftskandidat für Belarus des Bündnisses ECFB und erlangte bei den Wahlen als drittstärkster Kandidat 3,2 % der Stimmen (Präsidentschaftswahl in Belarus 2006). Er und seine Partei waren an den Protesten gegen Unregelmäßigkeiten bei der Wahl beteiligt. Kasulin wurde aus politischen Gründen verhaftet und erst nach über zwei Jahren am 16. August 2008 aus der Haft entlassen.
Aljaksandr Kasulin Nachfolger an der Spitze der Partei war Anatol Ljaukowitsch. Seit 2011 wird die BSDP (H) von Iryna Wiesztard geleitet.

## Sozialdemokratische Parteien in Belarus
Die folgende Zeitleiste bietet einen Überblick über die sozialdemokratische Parteien im heutigen Belarus:

## Parteivorsitzender
- 2005–2006 Anatol Ljaukowitsch
- 2006–2008 Aljaksandr Kasulin
- 2008–2010 Anatol Ljaukowitsch
- 2011–2018 Iryna Wiesztard
- seit 2018 Ihar Barysau